# سکس با لبخند ۲
سکس با لبخند ۲ (انگلیسی: Sex with a Smile II) یک کمدی سکسی سبک ایتالیایی به کارگردانی سرجو مارتینو است که در سال ۱۹۷۶ منتشر شد و دنبالهٔ فیلم سکس با لبخند بود.

## بازیگران
- اورسولا اندرس
- جانی دورلی
- آلدو ماچونه
- باربارا بوشه
- انریکو مونتسانو
- آلبرتو لیونلو
- نادیا کاسینی
- نینتو داولی
- ماریا باکسا
- آلوارو ویتالی
- جانریکو تدسکی
- برندا وِلش
- دانیله وارگاس
- ماریا تدسکی
- ویرا درودی